# Reino Unido en los Juegos Olímpicos de Lake Placid 1932
El Reino Unido estuvo representado en los Juegos Olímpicos de Lake Placid 1932 por un total de 4 deportistas que compitieron en 4 deportes.  
La portadora de la bandera en la ceremonia de apertura fue la patinadora artística Mollie Phillips. El equipo olímpico británico no obtuvo ninguna medalla en estos Juegos.